# Olav Hergel
Olav Hergel (født 13. august 1956 i Ordrup) er en dansk journalist og forfatter som især er kendt for at dække indvandrer- og flygtningestof. Efter 18 år på Berlingske Tidende skiftede han i 2005 til Politiken. Han modtog i 2006 Cavlingprisen sammen med fotograf Miriam Dalsgaard for en serie om flygtninge og flygtningebørn på danske asylcentre.

## Udgivelser
| Titel                                                                       | Genre        | År   | Forlag               | ISBN               |
| --------------------------------------------------------------------------- | ------------ | ---- | -------------------- | ------------------ |
| Danskere: reportager fra en nation I skred                                  | journalistik | 2003 | Lindhardt og Ringhof | ISBN 87-595-2126-0 |
| Flygtningen                                                                 | roman        | 2006 | Lindhardt og Ringhof | ISBN 9788759525463 |
| Indvandreren                                                                | roman        | 2010 | People's Press       | ISBN 9788770558143 |
| Men vi blev onde : Sleiman - et tidligere medlem af indvandrerbanden Bloodz | biografi     | 2012 | Politikens forlag    | ISBN 9788770558143 |
| Punktum                                                                     | roman        | 2016 | Politikens forlag    | ISBN               |